# سيد هارتمان
سيد هارتمان (بالإنجليزية: Sid Hartman) (15 مارس 1920 - 18 أكتوبر 2020)، هو صحفي أمريكي، ولد وتوفي في مدينة منيابولس في الولايات المتحدة.